# فيغارد لانداز
فيغارد لانداز (مواليد 28 يناير 1990 في النرويج) لاعب كرة قدم نرويجي يلعب حاليا لصالح نادي الدرجة الأولى موناكو الفرنسي منذ 2009 في مركز قلب الدفاع .

## وصلات خارجية
- فيغارد لانداز على موقع اتحاد النرويج (النرويجية)
- فيغارد لانداز على موقع قاعدة بيانات كرة القدم.إي يو (الإنجليزية)